# Динея
Динея е антична, късноантична и средновековна римска крепост, намираща се северно от първата българска столица Плиска.
Най-голям разцвет крепостта преживява в периода 3 – 4 век, след което постепенно запада. Вероятно в миналото е служила за междинна пътна станция между крепостите Абритус и Марцианопол. Изградена е във връзка със зачестилите варварски нашествия от север. От 3 до 5 век крепостта е опожарявана и сривана от готи и хуни.

## Местоположение
Крепостта се намира в Община Нови пазар на около 23 km североизточно от Шумен. Западно от нея на около 1 километър се намира село Войвода (на 10 km северно от гр. Плиска).
Динея е разположена на малко плато в местността Хисаря, ограничено от дерета.

## Описание
Крепостта има неправилна 5-ъгълна форма. Градежът е от дялан камък за лицевите части, споени с хоросан и счукана керемида. По периферията минава крепостен зид, дебел от 3,1 до 3,25 m.
Пред северозападната стена, където крепостта е най-достъпна, на разстояние от 3 до 9,3 м. е изнесена втора крепостна стена (протейхизма). Тя е дебела 1,85 m. Протейхизмата е събаряна от варварските племена и наново изградена. Пред нея на северозапад има изкопан широк и дълбок ров.
Известни са 14 кули по крепостната стена. Кулите са с ветрилообразна и полукръгла форма и с диаметър, достигащ до 18,5 m. Градежът на стената и кулите е с характерната за късноантичната епоха смесена зидария, при която тухлите отвън са оцветени с червена боя за придаване на декоративен вид.
На около 1,5 km североизточно от крепостта е разположена антична тухларница на производителя Дулес.